# Толстова
Толсто́ва (рос. Толстова) — присілок у складі Махньовського міського округу Свердловської області.
Населення — 3 особи (2010, 9 у 2002).
Національний склад населення станом на 2002 рік: росіяни — 100 %.